# Old Firehand

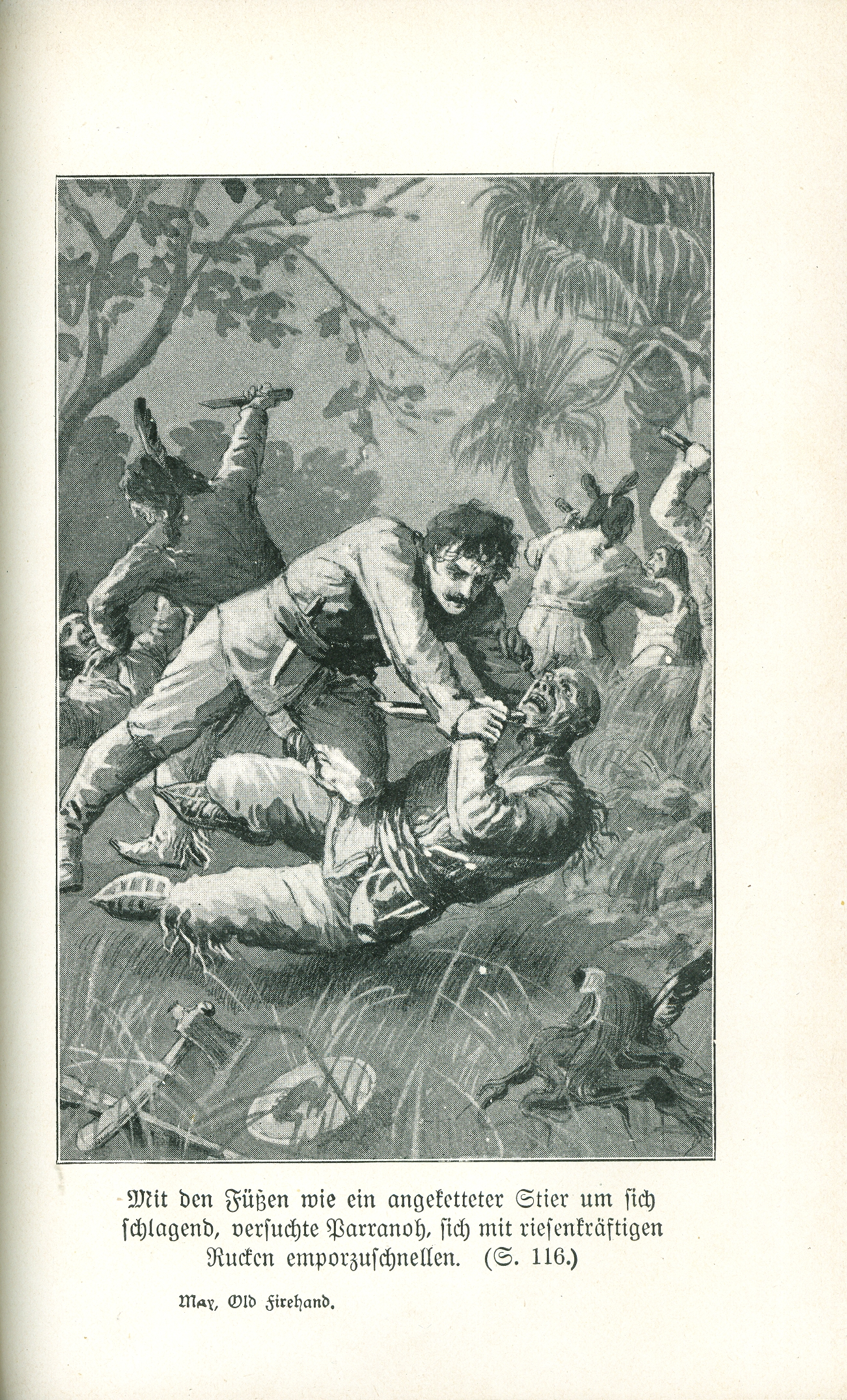
Ilustrace z povídky zobrazující Firehanda bojujícího s Parranohem

Zálesák a slavný lovec Old Firehand je jednou ze známých postav z románů Karla Maye Poklad ve Stříbrném jezeře (1890–1891) a Vinnetou (1893). 

## Old Firehand Karla Maye
Firehand znamená v překladu „Ohnivá ruka“ a počáteční „Old“ je přidáno, protože to May považoval za typicky americké a navíc symbolizující, že hrdina je zkušený, protřelý, či zasloužilý.
Poprvé se Old Firehand objevil již roku (1875) jako titulní postava Mayovy stejnojmenné novely vydané v týdeníku Deutsches Familienblatt. Jde o první autorovo dílo, ve kterém se objevuje postava apačského náčelníka Vinnetoua. Tato novela se později v dosti přepracované podobě stala podstatnou částí druhého dílu románu Vinnetou.
Old Firehand je původem Němec, příjmením Winter, je mohutného vzrůstu a má jistou ruku při střelbě. Je přítelem apačského náčelníka Vinnetoua, se kterým kdysi soupeřil o lásku dívky Ribanny z kmene Assiniboinů. Ta mu dala před Vinnetouem přednost a stala se jeho ženou. Později byla Ribanna zavražděna bílým padoušským náčelníkem indiánského kmene Ponků Parranohem, což oba muže spojilo ke společné pomstě.
Již jako starší muž se seznamuje s Old Shatterhandem, s jehož pomocí je pomsta na Parranohovi dokonána. V boji je sice Old Firehand těžce zraněn, ale Ponkové jsou rozprášení a Parranoh zabit. Později se Old Firehand setká s Old Shatterhandem ještě jednou, na cestě ke Stříbrnému jezeru.

## Old Firehand ve filmu
Filmové osudy Old Firehanda se od knižních dosti liší. Ve filmu Poklad na Stříbrném jezeře vůbec nevystupuje. Namísto toho byl pro něj vymyšlen úplně nový příběh, který roku 1966 natočil německý režisér Alfred Vohrer pod názvem Vinnetou a jeho přítel Old Firehand, ve kterém ještě žije Vinnetouova sestra Nšo-či. V tomto filmu hraje Old Firehanda kanadský herec Rod Cameron.